# 多叶韭
多叶韭（学名：Allium plurifoliatum）是葱科葱属的植物，为中国的特有植物。分布于中国大陆的安徽、湖北、甘肃、陕西、四川等地，生长于海拔1,600米至3,300米的地区，多生长在草地、山坡以及林下，目前已由人工引种栽培。

## 种下等级
- Allium plurifoliatum Rendle var. stenodon (Nakai et Kitag.) J. M. Xu
- Allium plurifoliatum Rendle var. zhegushanense J. M. Xu
- Allium stenodon Nakai et Kitag.